# Коломаров, Борис Николаевич
Бори́с Никола́евич Колома́ров (1906, Корчева — 19 ноября 1943, Павлоград) — советский киновед, кинокритик, театральный критик, сценарист, редактор. Участник Великой Отечественной войны.

## Биография
Родился в Корчеве Тверской губернии. В 1930 году окончил киноотделение Высших государственных курсов искусствоведения (ВГКИ), в 1939 году — аспирантуру Ленинградской государственной консерватории по группе театроведения. Член ВКП(б) с 1940 года.
С конца 1920 годов — активный участник заседаний Кинокомитета Государственного института истории искусств (ГИИИ).
С 1931 года работал сценаристом, ассистентом режиссёра на Ленинградских кинофабриках «Союзкино» и «Лентехфильм». В 1932 году выступил с докладом «Дореволюционное наследие в советском кино». В 1932 году по приглашению Б. Л. Бродянского зачислен в штат ГИИИ на должность учёного секретаря киносекции, в 1934—1937 годах — аспирант киносекции. Был одним из инициаторов движения КРАМ — Кино рабочей молодёжи.
В 1932—1935 годах — инспектор художественно-учебных заведений организационно-массового отдела Ленсовета. В 1935—1938 годах — редактор сценарного отдела кинофабрики «Лентехфильм». С 1938 года — политредактор и заместитель начальника Ленреперткома, в 1941 году — заведующий театральным отделом Управления по делам искусств при Ленгорисполкоме.
С 1925 года публиковал кинорецензии в газетах «Смена», «Кино», «Красная газета», журналах «Жизнь искусства», «Кино и культура» и других. Автор ряда книг, статей по истории и теории кино, кинолибретто; по сценариям Коломарова сняты игровой и несколько научно-популярных фильмов. В 1930-е годы являлся одним из ведущих кинокритиков и театральных критиков Ленинграда. Член редколлегии журнала «Искусство и жизнь». Был автором темы в группе военно-учебных фильмов Научно-исследовательского кинофотоинститута (работа выполнялась по договору) (1932). В конце 1930 годов работал над диссертацией; участвовал в составлении «Истории советского театра» в ГИИИ.
Призван в Красную армию в сентябре 1941 года, участвовал в обороне Ленинграда. Работал в армейской газете «Ленинский путь» 8 армии Ленинградского фронта, с марта по декабрь 1942 года — старший литературный сотрудник газеты «Сталинский гвардеец» 4 гвардейского стрелкового корпуса, с декабря 1942 — старший инструктор по печати Политуправления 3 Украинского фронта. Имел воинские звания: техник-интендант 1-го ранга, интендант 3-го ранга, капитан.
Борис Николаевич Коломаров умер 19 ноября 1943 года от болезни в эвакуационном госпитале № 1875. Первично был похоронен на территории завода № 55 в Павлограде. Последующее место захоронения неизвестно.

### Семья
Коломаров был женат, супруга — Анна Иосифовна Шендзиковская (1906—1994), актриса театра и кино, в 1943 году проживала в эвакуации в городе Слободской (Кировская область).

## Избранная фильмография
Сценарист
- 1931 — Американская история / Два приятеля (короткометражный)

## Награды
- орден Красной Звезды (20 ноября 1943)[26]

## Комментарии
1. ↑  КРАМ — самодеятельная творческая организация комсомола в кино, созданная в начале 30-х годов, опирающаяся «на творческое участие в создании пролетарской кинематографии — рабочего-ударника, комсомольца»[7][8][9].